# Djupsjön (Döderhults socken, Småland)
Djupsjön är en sjö i Oskarshamns kommun i Småland och ingår i Viråns huvudavrinningsområde. Sjön är 5 meter djup, har en yta på 0,26 kvadratkilometer och är belägen 28,1 meter över havet. Sjön avvattnas av vattendraget Virån.

## Delavrinningsområde
Djupsjön ingår i det delavrinningsområde (635959-153712) som SMHI kallar för Mynnar i Virån. Medelhöjden är 46 meter över havet och ytan är 21 kvadratkilometer. Räknas de 7 avrinningsområdena uppströms in blir den ackumulerade arean 155,94 kvadratkilometer. Virån som avvattnar avrinningsområdet har biflödesordning 2, vilket innebär att vattnet flödar genom totalt 2 vattendrag innan det når havet efter 6,8 kilometer. Avrinningsområdet består mestadels av skog (92 procent). Avrinningsområdet har 0,52 kvadratkilometer vattenytor vilket ger det en sjöprocent på 2,5 procent.